# Jon Inge Høiland
Jon Inge Høiland, född 20 september 1977 i Fåberg, är en norsk före detta fotbollsspelare. Han spelade huvudsakligen som högerback.
Høiland har bland annat spelat för Bryne FK och Kongsvinger IL Toppfotball samt i Sverige för IFK Göteborg och Malmö FF.
Han kommer för evigt att vara i MFF-supportrarnas hjärtan. I den sista och direkt avgörande matchen mot IF Elfsborg 2004, slog Høiland in returen på Niklas Skoogs missade straff. 1-0-vinsten gjorde Malmö FF till 2004 års allsvenska mästare.

## Meriter
- 1 SM-guld (2004)
- 25 A-landskamper
- 23 U21-landskamper
- 13 juniorlandskamper
- 13 pojklandskamper